# Northern Region (Malawi)
Die Northern Region von Malawi ist mit einer Ausdehnung von 26.931 km² und mit knapp 1,7 Mill. Einwohnern die kleinste der drei Verwaltungsgliederungen, die zwischen dem Staat auf der obersten Ebene und den jeweiligen Distrikten auf der darunter liegenden Ebene angesiedelt sind. Jede Region wird durch einen Regional Administrator vertreten. Die Verwaltungshauptstadt der Northern Region ist die 128.432 Einwohner zählende Stadt Mzuzu.

## Geographie
Die Northern Region wird im Westen von der Ostprovinz und der Provinz Muchinga in Sambia, im Norden und im Osten von den Regionen Songwe und Mbeya in Tansania und dem Malawisee begrenzt. Die südlich angrenzende Verwaltungsgliederung ist die Central Region, gefolgt von der Southern Region. Die nördliche Grenze bildet der Fluss Songwe.

## Distrikte
Die Northern Region wurde in sechs Distrikte unterteilt, die von Nord nach Süd gelisteten aus
- Chitipa mit 179.072 Einwohnern,
- Karonga mit 272.789 Einwohnern,
- Rumphi mit 169.112 Einwohnern,
- Mzimba mit 724.873 Einwohnern,
- Nkhata Bay mit 213.779 Einwohnern und dem kleinsten Distrikt
- Likoma mit 10.445 Einwohnern bestehen.[1]

Likoma umfasst lediglich die zwei kleinen Inseln Likoma und Chizumulu im Malawisee, die sich als Enklave im Staatsgebiet von Mosambik befinden. Die Distrikte werden von einem District Development Committee (DDC) unter Vorsitz eines District Commissioner geführt. Die politische Willensbildung findet dezentralisiert in diesen Distrikten und in den beiden größeren Städten Mzuzu und Karonga in den sogenannten Town- bzw. City-Assemblies statt, nicht aber auf der Regionalebene.

## Bevölkerung
Die beim Census von 2008 gezählten 1.698.502 Einwohner der Northern Region stellten lediglich 13 % der Gesamtbevölkerung Malawis dar. Mit durchschnittlich 63 Einwohner pro km² hat die nördliche Region die mit Abstand niedrigste Bevölkerungsdichte des Landes. 48,5 % sind männlichen und 51,1 % weiblichen Geschlechts, aber nur 47 % der Bevölkerung ist 18 Jahre und älter. Die hohe Anzahl von Kindern an der Gesamtbevölkerung kommt einerseits durch den hohen Bevölkerungsanstieg von 37,7 % in den Jahren von 1998 bis 2008 und wird anderseits aber auch durch die hohe Sterberate durch HIV/AIDS in der erwachsenen Bevölkerung hervorgerufen. Nur 36,9 % der Frauen und 42,6 % der Männer verfügen derzeit über ausreichendes Wissen über HIV-Prävention.
59,8 % der Kinder bis zu 17 Jahre leben mit beiden Elternteilen zusammen. 17,6 % leben nicht bei ihren biologischen Eltern und 11,2 % sind (AIDS-)Waisen, die einen Elternteil oder beide Eltern verloren haben.
Neben den Amtssprachen Englisch und Chichewa im gesamten Land, existiert im Norden des Landes auch noch die Bantu-Sprache Chitumbuka als Verkehrssprache. Die Sprache wird vornehmlich wohl noch von 750.000 bis 1.000.000 Menschen gesprochen, die ethnisch dem Tumbuka-Volk entstammen.

## Wirtschaft
Die Menschen in der Northern Region leben hauptsächlich von der Landwirtschaft und vom Tabakanbau. Industrie gibt es hier keine. Lediglich im Norden, 52 km westlich von Karonga wurde am 17. April 2009 offiziell ein Uranbergwerk, die Kayelekera-Uranmine, eröffnet. In den veranschlagten 11 Betriebsjahren sollen 1500 Tonnen Uranoxid (gemessen als Uran(V,VI)-oxid U3O8) pro Jahr gewonnen werden. Andere Schätzungen gehen von nur sieben Jahren aus. Es wird geschätzt, das die jährlichen Exporterlöse bis zu 120 Mio. US$ betragen könnten und damit Uran etwa 15 % der Gesamtausfuhren ausmachen würde. Uran wäre dann das zweitwichtigste Exporterzeugnis nach Tabak. NGOs, wie z. B. das Center for Human Rights and Rehabilitation in Malawi haben bereits auf die Problematiken und Gefährdungen des Uranabbaus hingewiesen.
Der Tabakexport ist nach wie vor der Devisenbringer der malawischen Wirtschaft. Die Anbauflächen für Tabak liegen in der Northern Region meist westlich der Stadt Mzuzu zur Grenze nach Sambia hin. Kaffee und Tee wird dagegen vor allem im Hochland angebaut. Die ersten Kaffeepflanzen kamen bereits 1878 nach Malawi, aber erst in den 1920er Jahren partizipierten afrikanische Kleinbauern von der Kaffeeproduktion. Größeren Zulauf bekam der Kaffeeanbau aber dann in den 1950er Jahren, als die malawische Regierung unter Kleinbauern in den Misuku Hills im Distrikt Chitipa Setzlinge verteilen ließ. Dies führte als Beispiel 1957 zur Bildung der Misuku Coffee Growers Cooperative Society, die die Farmer u. a. bei der Vermarktung des Rohkaffees unterstützte. Ähnliche Beispiele folgten, so dass heute Kaffee meist von Kleinbauern in den Distrikten Chitipa, Rumphi, Mzimba and Nkhata-Bay angebaut wird und in Mzuzu heute eine Kaffeerösterei qualitativ hochwertigen Kaffee auch für den internationalen Markt produziert.
An den Ufern des Malawisees und auf den beiden Inseln im Distrikt Likoma gibt es einen bescheidenen Tourismus. Der Nyika National Park und das Vwaza Marsh Game Reserve sind weitere touristische Anziehungspunkte.
Die Landwirtschaft stellt einerseits die Haupteinnahmequelle der Landbevölkerung dar und dient gleichzeitig aber auch der Eigenversorgung. Landwirtschaftliche Produkte werden nicht exportiert. Es gibt fünf agrarökologische Regionen in Malawi, von denen sich zwei in der Northern Region befinden, das nördliche Hochland und die Seeuferregion des Malawisees. In diesen Regionen wird u. a. Cassava (Maniok) angebaut. Maniok wird im Norden des Landes, je nach Distrikt zwischen 50 % und 90 %, von den Haushalten selbst angebaut und gilt dort als Grundnahrungsmittel. Von den Bezirken Nkhata Bay und Karonga ist bekannt, dass diese Quote gar über 90 % liegt. Die Maniok-Wurzel gilt auch als sogenanntes cash food, mit dem man auf den Märkten leicht und schnell etwas Geld verdienen kann.